# Elnora (Alberta)
Elnora es un pueblo canadiense situado en la provincia de Alberta.

## Superficie
Elnora tiene una superficie de 1,5 km².

## Demografía
En 2021, tenía 288 habitantes, una densidad poblacional de 191,4 hab./km², y 156 viviendas.